# Professional Kiteboard Riders Association
Die Professional Kiteboard Riders Association (PKRA) ist ein ehemaliger internationaler Sportverband für Kitesurfen. Der Sitz war in Barcelona (Spanien).

## Organisation
Der Verband organisierte von 2000 bis 2017 die jährliche Kite World Tour und richtete die professionellen Wettkämpfe im Kitesurfen aus. Außerdem kürte der Verband jedes Jahr den Kitesurf-Weltmeister. 
Im Jahre 2009 trat der Verband der zur International Sailing Federation (ISAF) gehörenden International Kiteboarding Association (IKA) bei, wodurch die Kitesurf-Wettkämpfe jetzt unter einem gemeinsamen Dach stattfinden.
Dazu werden in zehn Ländern rund um die Welt insgesamt elf Wettkämpfe ausgetragen. 
Die Rennen werden aktuell in fünf Disziplinen ausgetragen:
| - Freestyle - Wave | - Slalom - Speed | - Course Racing |

## Weltmeisterschaften
| Jahr | Weltmeister    | Zweiter Platz | Dritter Platz   | Weltmeisterin      | Zweiter Platz      | Dritter Platz        |
| ---- | -------------- | ------------- | --------------- | ------------------ | ------------------ | -------------------- |
| 2013 | Alex Pastor    | Marc Jacobs   | Christophe Tack | Gisela Pulido      | Karolina Winkowska | Annabel van Westerop |
| 2012 | Youri Zoon     | Alex Pastor   | Kevin Langaree  | Karolina Winkowska | Bruna Kajiya       | Gisela Pulido        |
| 2011 | Youri Zoon     | Alex Pastor   |                 | Gisela Pulido      | Karolina Winkowska |                      |
| 2010 | Andy Yates     | Alex Pastor   |                 | Gisela Pulido      |                    |                      |
| 2009 | Kevin Langeree |               |                 | Bruna Kajiya       |                    |                      |
| 2006 |                |               |                 | Gisela Pulido      | Kristin Boese      |                      |
| 2005 |                |               |                 | Kristin Boese      |                    |                      |
| 2004 |                |               |                 |                    | Kristin Boese      |                      |

| Jahr | Weltmeister         | Zweiter Platz | Dritter Platz | Weltmeisterin   | Zweiter Platz | Dritter Platz |
| ---- | ------------------- | ------------- | ------------- | --------------- | ------------- | ------------- |
| 2012 | Keahi De Aboitiz    |               |               | Jalou Langeree  |               |               |
| 2011 | Airton Cozzolino    |               |               | Ines Correia    |               |               |
| 2010 | Guilly Brandao      |               |               | Gisela Pulido   |               |               |
| 2009 | Jan Marcos Rivieras |               |               | Kari Schibevaag |               |               |
| 2008 | Mitu Monteiro       |               |               |                 |               |               |

| Jahr | Weltmeister    | Zweiter Platz | Dritter Platz | Weltmeisterin | Zweiter Platz | Dritter Platz |
| ---- | -------------- | ------------- | ------------- | ------------- | ------------- | ------------- |
| 2012 | Julien Kerneur |               |               | Katja Roose   |               |               |

| Jahr | Weltmeister          | Zweiter Platz | Dritter Platz | Weltmeisterin | Zweiter Platz | Dritter Platz |
| ---- | -------------------- | ------------- | ------------- | ------------- | ------------- | ------------- |
| 2009 | Alexandre Caizergues |               |               | Melissa Gil   |               |               |

| Jahr | Weltmeister | Zweiter Platz | Dritter Platz | Weltmeisterin | Zweiter Platz | Dritter Platz |
| ---- | ----------- | ------------- | ------------- | ------------- | ------------- | ------------- |
| 2013 |             |               |               |               |               |               |